# Ulrich A. Sante

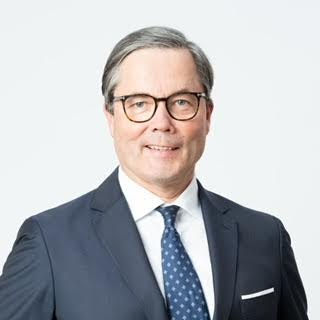
Ulrich Sante, 2023

Ulrich Andreas Sante (* 26. Oktober 1957 in Ottawa) ist ein deutscher Diplomat im Ruhestand. Er war von 2020 bis 2023 Botschafter in Argentinien. Davor war er von 2017 bis 2020 Botschafter in Singapur. Im August 2023 trat Sante ins Management der LBBW ein.

## Leben
Als Sohn des Diplomaten Hans-Heinrich Sante verbrachte Sante viele Jahre seiner Kindheit und Jugend im Ausland, zunächst in Kanada, dann in Russland, zuletzt in den Vereinigten Staaten. Nach dem Abitur in Bad Honnef und der Ableistung des Grundwehrdienstes studierte Sante Rechtswissenschaft und im Nebenfach Kunstgeschichte an der Albert-Ludwigs-Universität in Freiburg und der Rheinischen Friedrich-Wilhelms-Universität in Bonn, wo er 1984 sein Erstes Juristisches Staatsexamen ablegte. Seine anschließende Ausbildung als Rechtsreferendar verbrachte Sante am Oberlandesgericht in Celle und am Kammergericht in Berlin, wo er 1988 das Assessorexamen machte. 1989 wurde er von der Rheinischen Friedrich-Wilhelms-Universität in Bonn mit seiner Arbeit zum Thema „Verfassungsrechtlichen Aspekte eines vom Gesetzgeber angeordneten Ausstiegs aus der friedlichen Nutzung der Kernenergie“ zum Doktor der Rechtswissenschaften promoviert.
Sante trat 1989 in den Diplomatischen Dienst ein. Nach Beendigung des Vorbereitungsdienstes führte ihn sein Weg 1990 zunächst in das Amerika-Referat des Auswärtigen Amtes, von dort dann 1991 an die Botschaft Asunción (Paraguay), von wo aus er 1994 als stellvertretender Leiter der Ausbildung für den höheren Auswärtigen Dienst nach Bonn versetzt wurde. Von 1996 bis 1999 war Sante Ständiger Vertreter des Leiters der Botschaft Vilnius (Litauen). 1999 wechselte er von dort an die Ständige Vertretung bei der Westeuropäischen Union (WEU) und im Jahre 2000 dann an die Ständige Vertretung bei der Europäischen Union. Von 2002 bis 2006 war Sante in der Politischen Abteilung der Zentrale des Auswärtigen Amtes zuständig für Fragen der Gemeinsamen Außen- und Sicherheitspolitik (GASP). Von 2006 bis 2009 leitete Sante das Pressereferat der Botschaft Washington (USA). Zwischen 2009 und 2012 war Sante im Auswärtigen Amt in Berlin als Referatsleiter zuständig für die Gemeinsame Sicherheits- und Verteidigungspolitik der Europäischen Union (GSVP). 2012 wurde Sante Gesandter und Ständiger Vertreter an der Botschaft Madrid (Spanien), von wo aus er 2014 als Gesandter und stellvertretender Leiter an die Ständige Vertretung Deutschlands bei der Nordatlantik Vertragsorganisation (NATO) in Brüssel wechselte.
Im Juli 2017 wurde Sante deutscher Botschafter in Singapur. Während seiner Zeit dort gründete er zusammen mit dem singapurischen Dirigenten und Gewinner des ersten Preises des Gustav-Mahler-Dirigentenwettbewerb: The Mahler Competitions 2016, KahChun Wong, das Freiluftkonzert „Beethoven im Garten“ im UNESCO geschützten Botanischen Garten von Singapur.
Mitte 2020 wechselte Sante als Botschafter nach Buenos Aires, Argentinien, wo er Ende Juni 2023 in den Ruhestand trat.
Nach dem Eintritt in den Ruhestand bekam Sante im August 2023 eine Aufgabe im Management der LBBW.
Sante ist bildender Künstler, seine bevorzugten Materialien sind Holz, Stein und Metall. Er hatte private und öffentliche Ausstellungen u. a. in Brüssel (2002, 2004, 2017), Dachau (2004), Düsseldorf (2004), Berlin (2006), Washington D. C. (2009) und Barcelona (2014). Im August 2020 erschien „Mediations: A Selection of Works by Ulrich Sante“, ein Video des Private Museum Singapore, angelegt als digitale Ausstellung von ihm geschaffener plastischer Arbeiten, mit einem Gespräch über seine Arbeiten mit dem singapurischen Botschafter für besondere Aufgaben Professor Tommy Koh.
Sante ist verheiratet und hat vier Kinder.

## Veröffentlichungen
- Verfassungsrechtliche Aspekte eines vom Gesetzgeber angeordneten Ausstiegs aus der friedlichen Nutzung der Kernenergie, Reihe Europäische Hochschulschriften, Peter Lang Verlag, Frankfurt/M., Bern, New York, Paris, 1990
- Handlexikon der Europäischen Union, Autor diverser Artikel aus dem Bereich der Gemeinsamen Sicherheits- und Verteidigungspolitik, NOMOS-Verlag, 2012